# Француз (фільм, 1988)
«Француз» — радянський художній фільм 1988 року за мотивами повісті Євгена Дубровіна «В очікуванні кози». Фільм знімали в Коломні.

## Сюжет
Трагікомедія розповідає про життя колишнього військовополоненого та учасника французького Опору на прізвисько «Француз», який повернувся додому після війни. Діти вже майже виросли й не пам'ятають батька, дружина зібралася заміж за аптекаря, а незабаром у будинку поселяється дивний родич. І тільки щира любов до своїх близьких допомагає порозумітися та знову знайти родину.

## У ролях
- Сергій Шакуров —  батько
- Євгенія Симонова —  мати
- Леонід Ярмольник —  дядько Сєва
- Семен Фарада —  Семен Абрамович, аптекар
- Ігор Скляр —  капітан
- Олександр Бірюков —  Влад
- Юрій Звягінцев —  Віктор
- Борис Гітін —  дядько Костя
- Олександр Комлєв —  Малюк
- Євген Крилов —  Дилда
- Кирило Маслов —  Крючок
- Марія Кушнерьова —  дівчинка
- Кирило Бударін —  залицяльник

## Знімальна група
- Автори сценарію: Сергій Бодров, Георгій Данелія
- Режисер-постановник: Галина Юркова
- Оператор-постановник: Олександр Ковальчук
- Художник-постановник: Юрій Константинов
- Композитор: Максим Дунаєвський